# Villasopliz
Villasopliz es una localidad del municipio burgalés de Valle de Manzanedo, en la Comunidad Autónoma de Castilla y León (España).
La iglesia está dedicada a santa Eugenia.

## Localidades limítrofes
Confina con las siguientes localidades:
- Al este con San Martín del Rojo.
- Al sur con Manzanedo y Cueva de Manzanedo.
- Al suroeste con Peñalba de Manzanedo.
- Al oeste con Pradilla de Hoz de Arreba.
- Al noroeste con Cubillos del Rojo.

## Demografía
Evolución de la población
| Gráfica de evolución demográfica de Villasopliz entre 2000 y 2017  |
|                                                                    |
| Población de derecho (2000-2017) según el padrón municipal del INE |

## Historia
Así se describe a Villasopliz en el tomo XVI del Diccionario geográfico-estadístico-histórico de España y sus posesiones de Ultramar, obra impulsada por Pascual Madoz a mediados del siglo XIX:

Lugar en la provincia, audiencia territorial, capitanía general y diócesis de Burgos (13 leguas), partido judicial de Villarcayo (3), ayuntamiento del Valle de Manzanedo (1/2); Situado al pie de una cuesta con buena ventilación y clima frío pero sano; se padecen catarros y fiebres gástricas. Tiene 10 casas y una iglesia parroquial (Santa Eufemia) servida por un cura párroco. El término confina N Cubillos del Rojo; E Modubal; S Peñalba, y O Pradilla. El terreno es de mediana calidad; le cruzan varios caminos locales. Producciones: cereales y legumbres; cría ganado lanar y cabrío. Población: 12 vecinos, 45 almas. Capital productivo: 117.800 reales. Imponible: 11.675.
Diccionario geográfico-estadístico-histórico de España y sus posesiones de Ultramar